# مقتل هيلدا فيست
شكل مقتل هيلدا فيست قضية جنائية مهمة في النرويج، حيث انطوت القضية على عملية اغتصاب ثم قتل لسيدة تبلغ من العمر 98 عاما وتُدعى هيلدا فيست (20 شباط/فبراير 1913–1 كانون الثاني/يناير عام 2012)، وقد ارتكب الجريمة شاب بالغ من العمر 19 سنة ويُدعى هوغلاند (مواليد عام 1993).
في كانون الأول/ديسمبر عام 2012، وُجد هوغلاند مذنبا بارتكاب الجريمة وحكم عليه بالسجن لمدة 19 عاما في السجن وقد صرح في وقت لاحق بأنه مذنب وبأنه راض على قرار المحكمة. جذبت هذه القضية اهتمام وسائل الإعلام بسبب وحشية الجريمة، حيث وصفت بواحدة من أعنف وأكثر الجرائم خطورة والتي حصلت في النرويج.